# Ixala unicoloraria
Ixala unicoloraria là một loài bướm đêm trong họ Geometridae.